# Spezialfonds
Spezialfonds sind Investmentfonds, die nicht für die Kapitalmarktöffentlichkeit konzipiert werden, sondern für spezielle institutionelle Anleger oder Anlegergruppen aufgelegt werden. Das Gegenteil des Spezialfonds ist der Publikumsfonds.
In der Regel haben die Spezialfonds ein Volumen von mindestens zehn Millionen Euro und nur einen einzigen Anleger.

## Situation in Deutschland
Natürliche Personen gehören nach deutschem Recht nicht zu den Anlegern.
Spezialfonds unterliegen ebenso wie Publikumsfonds dem Kapitalanlagegesetzbuch (KAGB) sowie der Aufsicht der Bundesanstalt für Finanzdienstleistungsaufsicht (BaFin), sind jedoch weniger reguliert. Außerdem darf mit Einverständnis der Anleger von einer Vielzahl gesetzlicher Vorschriften abgewichen werden. Fondsgesellschaft und Anleger können also vertraglich festlegen, dass für den Spezialfonds bestimmte gesetzliche Vorgaben nicht oder nur in abgewandelter Weise gelten.
Eine spezielle Gruppe bilden die ausschließlich in Immobilien investierenden Immobilien-Spezialfonds.
Spezialfonds können auch in der Form der Master-KVG geführt werden.